# Fum de sílice
El fum de sílice és un subproducte, d'elevada puresa, que s'origina en la reducció del quars amb carbó en forns elèctrics d'arc per a la producció de silici i ferro-silici. S'utilitza com a addició per al formigó d'alta resistència.

## Normativa
La EHE estableix que es podrà utilitzar fum de sílice com a addició, al moment de la fabricació del formigó, únicament quan s'utilitzi ciment tipus CEM I. En estructures d'edificació la quantitat màxima d'addició no excedirà el 10% del pes de ciment. La quantitat mínima de ciment s'especifica a l'EHE 37.3.2. Es podrà utilitzar fum de sílice com a component del formigó pretesat.

### Prescripcions i assajos del fum de sílice
El fum de sílice no podrà contenir elements perjudicials en quantitats tals que puguin afectar la durabilitat del formigó o causar fenòmens de corrosió de les armadures. A part d'això, haurà de complir les especificacions d'acord amb la UNE EN 450:95.
Per ser el fum de sílice un subproducte industrial, ha de tenir-se especial cura en comprovar la seva regularitat, per part de la Central de formigonat, mitjançant l'oportú control de recepció dels diferents subministraments, a fi de comprovar que les possibles variacions de la seva composició no afectin al formigó fabricat.

### Subministrament i emmagatzematge
El fum de sílice no podrà contenir elements perjudicials en quantitats tals que puguin afectar la durabilitat del formigó o causar fenòmens de corrosió de les armadures. A part d'això, haurà de complir les següents especificacions:
- Òxid de silici ≥ 85%
- Clorurs < 0,10%
- Pèrdua al foc < 5%
- Índex d'activitat > 100%

Els resultats de les anàlisis i assajos previs estaran a la disposició de la Direcció d'Obra.
Amb el fum de sílice emmagatzemat a l'orri s'utilitzaran equips similars als del ciment, havent d'emmagatzemar-se en recipients i sitges impermeables que els protegeixin de la humitat i de la contaminació, perfectament identificats per evitar errors de dosatge.